# The Narrow Way
The Narrow Way és la tercera suite del quart àlbum d'estudi de Pink Floyd Ummagumma. És una cançó de tres parts escrita i interpretada íntegrament per David Gilmour, utilitzant múltiples overdubs per tocar tots els instruments ell mateix.

## Parts
Part 1 (3:27)
La primera part de la cançó es va anomenar "Baby Blue Shuffle in D Major" quan va ser interpretada per la banda en una emissió de la BBC el 2 de desembre de 1968;
també s'assembla molt als temes "Rain in the Country (take 1)" i "Unknown Song" gravats (però finalment no utilitzats) per a la banda sonora de la pel·lícula de Michelangelo Antonioni Zabriskie Point els mesos de novembre i desembre de 1969. Aquesta part inclou capes de guitarra acústica amb alguns efectes espacials.
Part 2 (2:53)
La segona part inclou una guitarra elèctrica i una percussió que es modulen molt al final, formant un drone que condueix a la tercera part.
Part 3 (5:57)
La tercera part de la cançó inclou l'única contribució vocal de Gilmour a la part d'estudi de l'àlbum. Aquesta part final va ser incorporada a The Man and The Journey per la banda completa a la seva gira de 1969.

## Crèdits
- David Gilmour – guitarres, veu, baix, piano, orgue, mellotron, bateria, percussió